# Paolo Gentili
Paolo Gentili (Lucca, XI secolo – Italia, 1106) è stato un cardinale italiano.

## Biografia
Nacque a Lucca nell'XI secolo.
Papa Urbano II lo elevò al rango di cardinale nel concistoro del 1088.
Non si conosce la data della sua morte né il luogo, ma morì nel 1106.